# Liste von Terroranschlägen im Irak seit 2017
Die Liste von Terroranschlägen im Irak seit 2017 beinhaltet eine Übersicht über im Irak geschehene Terroranschläge.

## Erläuterung
In der Spalte Politische Ausrichtung ist die politische bzw. weltanschauliche Einordnung der Täter angegeben: faschistisch, rassistisch, nationalistisch, nationalsozialistisch, sozialistisch, kommunistisch, antiimperialistisch, islamistisch (schiitisch, sunnitisch, deobandisch, salafistisch, wahhabitisch), hinduistisch. Bei vorrangig auf staatliche Unabhängigkeit oder Autonomie zielender Ausrichtung ist autonomistisch vorangestellt, gefolgt von der Region oder der Volksgruppe und ggf. weiteren Merkmalen der Täter: armenisch, irisch (katholisch), kurdisch, tirolisch, tschetschenisch, dagestanisch, punjabisch (sikhistisch), palästinensisch.
Die Opferzahlen der Anschläge werden farbig dargestellt:

Die Zahl bei den Anschlägen getöteter/verletzter Täter ist in Klammern ( ) gesetzt.
- Von der Global Terrorism Database der Universität Maryland verzeichnete Anschläge:[1]

| Jahr   | Zahl der Anschläge |
| ------ | ------------------ |
| 2020   | 764                |
| 2019   | 642                |
| 2018   | 1.362              |
| 2017   | 2.466              |
| 2016   | 3.360              |
| 2015   | 2.751              |
| 2014   | 3.933              |
| 2013   | 2.852              |
| 2012   | 1.437              |
| 2011   | 1.308              |
| 2010   | 1.179              |
| 2009   | 1.137              |
| 2008   | 1.106              |
| 2007   | 1.047              |
| 2006   | 838                |
| 2005   | 617                |
| 2004   | 323                |
| 2003   | 102                |
| 2002   | 6                  |
| 2001   | 3                  |
| 2000   | 10                 |
| 1999   | 12                 |
| 1998   | 7                  |
| 1997   | 21                 |
| 1996   | 12                 |
| 1995   | 17                 |
| 1994   | 18                 |
| 1993   |                    |
| 1992   | 35                 |
| 1991   | 3                  |
| 1990   | 0                  |
| 1989   | 4                  |
| 1988   | 4                  |
| 1987   | 3                  |
| 1986   | 0                  |
| 1985   | 0                  |
| 1984   | 1                  |
| 1983   | 3                  |
| 1982   | 5                  |
| 1981   | 3                  |
| 1980   | 6                  |
| 1979   | 2                  |
| 1978   | 0                  |
| 1977   | 0                  |
| 1976   | 3                  |
| 1975   | 1                  |
| 1974   | 0                  |
| 1973   | 0                  |
| 1972   | 0                  |
| 1971   | 0                  |
| 1970   | 0                  |
| Gesamt | 26.755             |

Terroranschläge bis 2016 in separatem Artikel.

## 2017
| Datum/Beginn       | Stadt            | Gouvernement         | Anschlag             | Täter                         | Politische Ausrichtung     | Mittel                                                                           | Ziel                                          | Tote     | Verletzte | Hintergrund                        |
| ------------------ | ---------------- | -------------------- | -------------------- | ----------------------------- | -------------------------- | -------------------------------------------------------------------------------- | --------------------------------------------- | -------- | --------- | ---------------------------------- |
| 02. Januar 2017    | Bagdad           | Bagdad               | [ 2 ]                | IS                            | salafistisch, wahhabitisch | Selbstmordattentäter mit Autobombe                                               | Zivilisten                                    | 35 (+1)  | 61        | Aufstand im Irak (nach US-Rückzug) |
| 08. Januar 2017    | Bagdad           | Bagdad               | [ 3 ] [ 4 ]          | IS                            | salafistisch, wahhabitisch | 2 Selbstmordattentäter, einer mit Autobombe                                      | 2 Märkte                                      | 17 (+2)  | 38        | Aufstand im Irak (nach US-Rückzug) |
| 15. Januar 2017    | al-Chalis        | Diyala               | [ 5 ]                | IS                            | salafistisch, wahhabitisch | Selbstmordattentäter mit Autobombe                                               | Kontrollpunkt, Zivilisten                     | 9 (+1)   | 20        | Aufstand im Irak (nach US-Rückzug) |
| 18. Januar 2017    | Bagdad           | Bagdad               | [ 6 ]                | IS                            | salafistisch, wahhabitisch | Autobombe                                                                        | Zivilisten                                    | 7        | 20        | Aufstand im Irak (nach US-Rückzug) |
| 15. Februar 2017   | Bagdad           | Bagdad               | [ 7 ]                | IS                            | salafistisch, wahhabitisch | Selbstmordattentäter mit Autobombe                                               | Zivilisten                                    | 9 (+1)   | 30        | Aufstand im Irak (nach US-Rückzug) |
| 16. Februar 2017   | Bagdad           | Bagdad               | [ 8 ]                | IS                            | salafistisch, wahhabitisch | Autobombe                                                                        | Schiitische Zivilisten                        | 45       | 50        | Aufstand im Irak (nach US-Rückzug) |
| 18. Februar 2017   | Mossul, Tal Afar | Ninawa               | [ 9 ] [ 10 ]         | IS                            | salafistisch, wahhabitisch |                                                                                  | Sicherheitskräfte                             | 25 (+44) | 12        | Aufstand im Irak (nach US-Rückzug) |
| 21. Februar 2017   | Bagdad           | Bagdad               | [ 11 ]               |                               |                            | Autobombe                                                                        | Zivilisten                                    | 7        | 30        | Aufstand im Irak (nach US-Rückzug) |
| 23. Februar 2017   | Mossul           | Ninawa               | [ 12 ]               | IS                            | salafistisch, wahhabitisch | Raketen                                                                          | Soldaten                                      | 24+      | 0         | Aufstand im Irak (nach US-Rückzug) |
| 08. März 2017      |                  | Salah ad-Din         | [ 13 ] [ 14 ] [ 15 ] | IS                            | salafistisch, wahhabitisch | 4 Selbstmordattentäter                                                           | Hochzeit                                      | 26 (+4)  | 25        | Aufstand im Irak (nach US-Rückzug) |
| 15. März 2017      | Tikrit           | Salah ad-Din         | [ 16 ]               | IS                            | salafistisch, wahhabitisch | Autobombe                                                                        | Zivilisten                                    | 8        | 43        | Aufstand im Irak (nach US-Rückzug) |
| 20. März 2017      | Bagdad           | Bagdad               | [ 17 ]               | IS                            | salafistisch, wahhabitisch | Autobombe                                                                        | Markt                                         | 27       | 45        | Aufstand im Irak (nach US-Rückzug) |
| 29. März 2017      | Bagdad           | Bagdad               | [ 18 ]               | IS                            | salafistisch, wahhabitisch | Selbstmordattentäter mit Autobombe                                               | Kontrollpunkt                                 | 15 (+1)  | 45        | Aufstand im Irak (nach US-Rückzug) |
| 30. März 2017      | Mossul           | Ninawa               | [ 19 ]               | IS                            | salafistisch, wahhabitisch | Exekution                                                                        | Zivilisten                                    | 23       | 0         | Aufstand im Irak (nach US-Rückzug) |
| 04. April 2017     | Tikrit           | Salah ad-Din         | [ 20 ]               | IS                            | salafistisch, wahhabitisch | Selbstmordattentäter mit Schusswaffen                                            | Kontrollpunkt, Gebäude                        | 31 (+5)  | 42        | Aufstand im Irak (nach US-Rückzug) |
| 04. April 2017     | Mossul           | Ninawa               | [ 21 ]               | IS                            | salafistisch, wahhabitisch |                                                                                  | Zivilisten                                    | 36       | 0         | Aufstand im Irak (nach US-Rückzug) |
| 08. April 2017     | Mossul           | Ninawa               | [ 22 ] [ 23 ]        | IS                            | salafistisch, wahhabitisch | Exekution                                                                        | Zivilisten                                    | 50+      | 0         | Aufstand im Irak (nach US-Rückzug) |
| 20. April 2017     | al-Hawidscha     | Kirkuk               | [ 24 ]               | IS                            | salafistisch, wahhabitisch | Exekution                                                                        | Zivilisten                                    | 25       | 0         | Aufstand im Irak (nach US-Rückzug) |
| 23. April 2017     |                  | al-Anbar             | [ 25 ]               | IS                            | salafistisch, wahhabitisch | Raketen, Sturmgewehre, Entführung                                                | Militärkonvoi                                 | 10       | 20        | Aufstand im Irak (nach US-Rückzug) |
| 29. April 2017     | Mossul           | Ninawa               | [ 26 ]               | IS                            | salafistisch, wahhabitisch | 6 Selbstmordattentäter, Scharfschützengewehre                                    | Polizisten                                    | 14 (+23) | 20        | Aufstand im Irak (nach US-Rückzug) |
| 11. Mai 2017       | Mossul           | Ninawa               | [ 27 ]               | IS                            | salafistisch, wahhabitisch | Scharfschützengewehre, Entführung                                                | Flüchtlinge                                   | 64+      |           | Aufstand im Irak (nach US-Rückzug) |
| 19. Mai 2017       | Basra            | Basra                | [ 28 ]               | IS                            | salafistisch, wahhabitisch | Selbstmordattentäter mit Autobombe                                               | Kontrollpunkt                                 | 11 (+1)  | 30        | Aufstand im Irak (nach US-Rückzug) |
| 26. Mai 2017       | Mossul           | Ninawa               | [ 29 ]               | IS                            | salafistisch, wahhabitisch | Schusswaffen                                                                     | Zivilisten                                    | 27+      | 0         | Aufstand im Irak (nach US-Rückzug) |
| 30. Mai 2017       | Bagdad           | Bagdad               | [ 30 ]               | IS                            | salafistisch, wahhabitisch | Selbstmordattentäter mit Autobombe                                               | Eiscafé, Zivilisten                           | 11 (+1)  | 47        | Aufstand im Irak (nach US-Rückzug) |
| 30. Mai 2017       | Hīt              | al-Anbar             | [ 31 ]               | IS                            | salafistisch, wahhabitisch | Selbstmordattentäter                                                             | Militärpatrouille, Zivilisten                 | 17 (+1)  | 35        | Aufstand im Irak (nach US-Rückzug) |
| 30. Mai 2017       | Bagdad           | Bagdad               | [ 32 ]               | IS                            | salafistisch, wahhabitisch | Selbstmordattentäter mit Autobombe                                               | Rentenbüro, Zivilisten                        | 9 (+1)   | 36        | Aufstand im Irak (nach US-Rückzug) |
| 31. Mai 2017       | Mossul           | Ninawa               | [ 33 ]               | IS                            | salafistisch, wahhabitisch | Exekution                                                                        | Zivilisten                                    | 34       | 0         | Aufstand im Irak (nach US-Rückzug) |
| 01. Juni 2017      | Mossul           | Ninawa               | [ 34 ]               | IS                            | salafistisch, wahhabitisch | Scharfschützengewehre                                                            | Zivilisten                                    | 163+     |           | Aufstand im Irak (nach US-Rückzug) |
| 01. Juni 2017      | Mossul           | Ninawa               | [ 35 ]               | IS                            | salafistisch, wahhabitisch | Mörser                                                                           | Zivilisten                                    | 7        | 23        | Aufstand im Irak (nach US-Rückzug) |
| 03. Juni 2017      | Mossul           | Ninawa               | [ 36 ]               | IS                            | salafistisch, wahhabitisch | Scharfschützengewehre                                                            | Zivilisten                                    | 41+      |           | Aufstand im Irak (nach US-Rückzug) |
| 03. Juni 2017      | Mossul           | Ninawa               | [ 37 ]               | IS                            | salafistisch, wahhabitisch | Mörser                                                                           | Zivilisten                                    | 4        | 33        | Aufstand im Irak (nach US-Rückzug) |
| 09. Juni 2017      |                  | Babil                | [ 38 ]               | IS                            | salafistisch, wahhabitisch | Selbstmordattentäterin                                                           | Markt                                         | 31 (+1)  | 23        | Aufstand im Irak (nach US-Rückzug) |
| 18. Juni 2017      | al-Hawidscha     | Kirkuk               | [ 39 ]               | IS                            | salafistisch, wahhabitisch | Exekution                                                                        | Zivilisten                                    | 30       | 0         | Aufstand im Irak (nach US-Rückzug) |
| 18. Juni 2017      | Mossul           | Ninawa               | [ 40 ]               |                               |                            | Sprengstoff                                                                      | Polizisten                                    | 7        | 20        | Aufstand im Irak (nach US-Rückzug) |
| 21. Juni 2017      | Mossul           | Ninawa               | [ 41 ]               | vermutlich IS                 | salafistisch, wahhabitisch | Sprengstoff                                                                      | Moschee                                       | 100+     |           | Aufstand im Irak (nach US-Rückzug) |
| 23. Juni 2017      | Mossul           | Ninawa               | [ 42 ]               | IS                            | salafistisch, wahhabitisch | Selbstmordattentäter                                                             | Zivilisten                                    | 12 (+1)  | 20+       | Aufstand im Irak (nach US-Rückzug) |
| 25. Juni 2017      | Mossul           | Ninawa               | [ 43 ] [ 44 ] [ 45 ] | IS                            | salafistisch, wahhabitisch | Mehrere Selbstmordattentäter, Schusswaffen, Brandstiftung                        | Soldaten                                      | 20 (+15) |           | Aufstand im Irak (nach US-Rückzug) |
| 30. Juni 2017      |                  | al-Anbar             | [ 46 ]               | IS                            | salafistisch, wahhabitisch |                                                                                  | Sicherheitskräfte                             | 10       | 40        | Aufstand im Irak (nach US-Rückzug) |
| 01. Juli 2017      | Mossul           | Ninawa               | [ 47 ]               | IS                            | salafistisch, wahhabitisch | Landminen, Schusswaffen                                                          | Zivilisten                                    | 28+      |           | Aufstand im Irak (nach US-Rückzug) |
| 02. Juli 2017      |                  | al-Anbar             | [ 48 ]               | IS                            | salafistisch, wahhabitisch | Selbstmordattentäter                                                             | Flüchtlingslager                              | 19 (+1)  | 13        | Aufstand im Irak (nach US-Rückzug) |
| 04. Juli 2017      | Tal Afar         | Ninawa               | [ 49 ]               | IS                            | salafistisch, wahhabitisch | Entführung, Massenexekution                                                      | Turkmenische Zivilisten                       | 200      | 0         | Aufstand im Irak (nach US-Rückzug) |
| 06. Juli 2017      |                  | Ninawa               | [ 50 ]               | IS                            | salafistisch, wahhabitisch |                                                                                  | Dorf                                          | 2        | 25        | Aufstand im Irak (nach US-Rückzug) |
| 07. Juli 2017      | Mossul           | Ninawa               | [ 51 ]               | IS                            | salafistisch, wahhabitisch | Schusswaffen                                                                     | Soldaten                                      | 5        | 25        | Aufstand im Irak (nach US-Rückzug) |
| 08. Juli 2017      |                  | Babil                | [ 52 ]               |                               |                            | Entführung                                                                       | Flüchtlinge                                   | 20+      |           | Aufstand im Irak (nach US-Rückzug) |
| 07. August 2017    |                  | al-Anbar             | [ 53 ]               | IS                            | salafistisch, wahhabitisch | Selbstmordattentäter mit Autobomben, Artillerie                                  | Sicherheitskräfte                             | 36       | 75        | Aufstand im Irak (nach US-Rückzug) |
| 09. August 2017    |                  | al-Anbar             | [ 54 ]               | IS                            | salafistisch, wahhabitisch |                                                                                  | Militärhauptquartier                          | 9 (+11)  | 23        | Aufstand im Irak (nach US-Rückzug) |
| 28. August 2017    | Bagdad           | Bagdad               | [ 55 ]               | IS                            | salafistisch, wahhabitisch | Autobombe                                                                        | Markt                                         | 12       | 30        | Aufstand im Irak (nach US-Rückzug) |
| 14. September 2017 | Nasiriya         | Dhi Qar              | [ 56 ] [ 57 ]        | IS                            | salafistisch, wahhabitisch | 3 Selbstmordattentäter, einer mit Autobombe, Granaten, Automatische Schusswaffen | Kontrollpunkt, Restaurant, Pilger, Zivilisten | 84 (+6)  | 93        | Aufstand im Irak (nach US-Rückzug) |
| 19. September 2017 |                  | Salah ad-Din         | [ 58 ]               | IS                            | salafistisch, wahhabitisch | 3 Selbstmordattentäter                                                           | Restaurant                                    | 3 (+3)   | 34        | Aufstand im Irak (nach US-Rückzug) |
| 11. Oktober 2017   | Hīt              | al-Anbar             | [ 59 ]               | IS                            | salafistisch, wahhabitisch | Selbstmordattentäter                                                             | Café                                          | 7 (+1)   | 20        | Aufstand im Irak (nach US-Rückzug) |
| 21. November 2017  | Tuz Churmatu     | Salah ad-Din         | [ 60 ]               | vermutlich IS                 | salafistisch, wahhabitisch | Selbstmordattentäter mit Autobombe                                               | Markt                                         | 36 (+1)  | 85        | Aufstand im Irak (nach US-Rückzug) |
| 27. November 2017  |                  | Diyala               | [ 61 ]               | IS                            | salafistisch, wahhabitisch | 2 Selbstmordattentäter mit Schusswaffen                                          | Gesundheitszentrum, Café                      | 8 (+2)   | 21        | Aufstand im Irak (nach US-Rückzug) |
| 01. Dezember 2017  |                  | al-Anbar             | [ 62 ]               |                               |                            | Sprengstoff                                                                      | Zivilisten                                    | 25+      | 0         | Aufstand im Irak (nach US-Rückzug) |
| 22. Dezember 2017  | Tuz Churmatu     | Salah ad-Din         | [ 63 ]               | The Owners of the White Flags |                            | 5–6 Mörser                                                                       | Zivilisten                                    | 2        | 20        | Aufstand im Irak (nach US-Rückzug) |
| 29. Dezember 2017  |                  | Salah ad-Din, Kirkuk | [ 64 ] [ 65 ] [ 66 ] | IS                            | salafistisch, wahhabitisch |                                                                                  | Zivilisten                                    | 70+      |           | Aufstand im Irak (nach US-Rückzug) |

## 2018
| Datum/Beginn       | Stadt      | Gouvernement | Anschlag             | Täter         | Politische Ausrichtung     | Mittel                                 | Ziel                  | Tote    | Verletzte | Hintergrund                        |
| ------------------ | ---------- | ------------ | -------------------- | ------------- | -------------------------- | -------------------------------------- | --------------------- | ------- | --------- | ---------------------------------- |
| 13. Januar 2018    | Bagdad     | Bagdad       | [ 67 ] [ 68 ]        | IS            | salafistisch, wahhabitisch | Selbstmordattentäter mit Motorradbombe | Kontrollpunkt         | 8 (+1)  | 24        | Aufstand im Irak (nach US-Rückzug) |
| 15. Januar 2018    | Bagdad     | Bagdad       | [ 69 ] [ 70 ] [ 71 ] | IS            | salafistisch, wahhabitisch | 2 Selbstmordattentäter                 | Zivilisten            | 38 (+2) | 105       | Aufstand im Irak (nach US-Rückzug) |
| 18. Februar 2018   |            | Kirkuk       | [ 72 ] [ 73 ]        | IS            | salafistisch, wahhabitisch | Schusswaffen                           | Milizionäre           | 27      |           | Aufstand im Irak (nach US-Rückzug) |
| 21. Februar 2018   |            | al-Anbar     | [ 74 ] [ 75 ]        | IS            | salafistisch, wahhabitisch |                                        | Lkw-Fahrer/Schmuggler | 20      | 0         | Aufstand im Irak (nach US-Rückzug) |
| 12. April 2018     |            | Salah ad-Din | [ 76 ] [ 77 ]        | IS            | salafistisch, wahhabitisch | 2 Sprengsätze                          | Beerdigung            | 25      | 15        | Aufstand im Irak (nach US-Rückzug) |
| 16. April 2018     | Ramadi     | al-Anbar     | [ 78 ]               |               |                            | Granate                                | Wohngebäude           | 0       | 20        | Aufstand im Irak (nach US-Rückzug) |
| 01. Mai 2018       | Al Tarmia  | Salah ad-Din | [ 79 ] [ 80 ]        | IS            | salafistisch, wahhabitisch | Schusswaffen                           | Extremismusgegner     | 21      | 14        | Aufstand im Irak (nach US-Rückzug) |
| 16. Mai 2018       | Al Tarmia  | Salah ad-Din | [ 81 ] [ 82 ]        | IS            | salafistisch, wahhabitisch | Selbstmordattentäter                   | Beerdigung            | 8 (+1)  | 31        | Aufstand im Irak (nach US-Rückzug) |
| 06. Juni 2018      | Bagdad     | Bagdad       | [ 83 ]               | vermutlich IS | salafistisch, wahhabitisch | 2 Sprengsätze                          | Munitionslager        | 20      | 110       | Aufstand im Irak (nach US-Rückzug) |
| 09. Juni 2018      | al-Chalis  | Diyala       | [ 84 ] [ 85 ]        | IS            | salafistisch, wahhabitisch | Sprengsatz                             | Markt                 | 2       | 20        | Aufstand im Irak (nach US-Rückzug) |
| 18. Juli 2018      | Kirkuk     | Kirkuk       | [ 86 ]               | vermutlich IS | salafistisch, wahhabitisch | Sprengsätze, Mörser                    |                       | 1       | 31        | Aufstand im Irak (nach US-Rückzug) |
| 12. September 2018 |            | Salah ad-Din | [ 87 ] [ 88 ]        | vermutlich IS | salafistisch, wahhabitisch | Selbstmordattentäter mit Autobombe     | Restaurant            | 6 (+1)  | 42        | Aufstand im Irak (nach US-Rückzug) |
| 23. Oktober 2018   | al-Qayyara | Ninawa       | [ 89 ] [ 90 ]        | IS            | salafistisch, wahhabitisch | Autobombe                              | Markt                 | 7       | 40        | Aufstand im Irak (nach US-Rückzug) |
| 08. November 2018  | Mossul     | Ninawa       | [ 91 ] [ 92 ]        | IS            | salafistisch, wahhabitisch | Autobombe                              | Restaurant            | 13      | 23        | Aufstand im Irak (nach US-Rückzug) |

## 2019
| Datum/Beginn      | Stadt    | Gouvernement | Anschlag                                | Täter                             | Politische Ausrichtung     | Mittel                                               | Ziel                                | Tote    | Verletzte | Hintergrund                        |
| ----------------- | -------- | ------------ | --------------------------------------- | --------------------------------- | -------------------------- | ---------------------------------------------------- | ----------------------------------- | ------- | --------- | ---------------------------------- |
| 11. Januar 2019   | al-Qa’im | al-Anbar     | [ 93 ] [ 94 ]                           | IS                                | salafistisch, wahhabitisch | Autobombe                                            | Markt, Polizisten                   | 2       | 25        | Aufstand im Irak (nach US-Rückzug) |
| 28. Februar 2019  | Mossul   | Ninawa       | [ 95 ] [ 96 ]                           | IS                                | salafistisch, wahhabitisch | Autobombe                                            | Universität                         | 4       | 26        | Aufstand im Irak (nach US-Rückzug) |
| 06. März 2019     | Machmur  | Erbil        | [ 97 ] [ 98 ]                           | IS                                | salafistisch, wahhabitisch | Schusswaffen                                         | Militärkonvoi                       | 6       | 31        | Aufstand im Irak (nach US-Rückzug) |
| 19. Mai 2019      | Baladruz | Diyala       | [ 99 ] [ 100 ]                          | IS                                | salafistisch, wahhabitisch | Sprengsatz                                           | Militärbus                          | 7       | 26        | Aufstand im Irak (nach US-Rückzug) |
| 30. Mai 2019      | Kirkuk   | Kirkuk       | [ 101 ] [ 102 ] [ 103 ] [ 104 ] [ 105 ] | IS                                | salafistisch, wahhabitisch | 6 Sprengsätze                                        | Einkaufszentren, Eiscafé, Metzgerei | 5       | 20        | Aufstand im Irak (nach US-Rückzug) |
| 21. Juni 2019     | Bagdad   | Bagdad       | [ 106 ] [ 107 ]                         | vermutlich IS                     | salafistisch, wahhabitisch | Selbstmordattentäter                                 | Moschee                             | 10 (+1) | 30        | Aufstand im Irak (nach US-Rückzug) |
| 27. Juni 2019     | Kirkuk   | Kirkuk       | [ 108 ]                                 | vermutlich IS                     | salafistisch, wahhabitisch | Sprengsätze                                          | Busse                               | 1       | 24        | Aufstand im Irak (nach US-Rückzug) |
| 23. August 2019   |          | Diyala       | [ 109 ] [ 110 ]                         | IS                                | salafistisch, wahhabitisch | Motorradbombe                                        | Markt, Zivilisten                   | 3       | 30        | Aufstand im Irak (nach US-Rückzug) |
| 27. Oktober 2019  | Hilla    | Babil        | [ 111 ]                                 | Badr-Brigaden                     | schiitisch-islamistisch    | Schusswaffen                                         | Demonstration                       | 7       | 38        | Proteste im Irak 2019/2020         |
| 10. November 2019 | Bagdad   | Bagdad       | [ 112 ]                                 |                                   |                            | Granate                                              | Polizisten                          | 0       | 48        | Proteste im Irak 2019/2020         |
| 15. November 2019 | Bagdad   | Bagdad       | [ 113 ] [ 114 ]                         |                                   |                            | 2 Sprengsätze                                        | Demonstration                       | 6       | 40        | Proteste im Irak 2019/2020         |
| 06. Dezember 2019 | Bagdad   | Bagdad       | [ 115 ]                                 | vermutlich al-Haschd asch-Schaʿbī | anti-wahhabitisch          | Sturmgewehre, Brandstiftung                          | Demonstration, Journalist           | 25      | 120       | Proteste im Irak 2019/2020         |
| 06. Dezember 2019 | Bagdad   | Bagdad       | [ 116 ]                                 | vermutlich al-Haschd asch-Schaʿbī | anti-wahhabitisch          | Sturmgewehre, Stichwaffen, Brandstiftung, Entführung | Protestlager, Polizisten            | 24      |           | Proteste im Irak 2019/2020         |

## 2020
| Datum/Beginn      | Stadt    | Gouvernement | Anschlag | Täter                        | Politische Ausrichtung                                                               | Mittel                              | Ziel                        | Tote | Verletzte | Hintergrund                |
| ----------------- | -------- | ------------ | -------- | ---------------------------- | ------------------------------------------------------------------------------------ | ----------------------------------- | --------------------------- | ---- | --------- | -------------------------- |
| 26. Januar 2020   | Nasiriya | Dhi Qar      | [ 117 ]  |                              |                                                                                      | Schusswaffen, Brandstiftung         | Demonstranten               | 2    | 76        | Proteste im Irak 2019/2020 |
| 05. Februar 2020  | Nadschaf | an-Nadschaf  | [ 118 ]  | Mahdi-Armee                  | irakisch-nationalistisch, schiitisch-islamistisch, antiamerikanisch, antizionistisch | Schusswaffen, Messer, Brandstiftung | Demonstranten               | 11   | 121       | Proteste im Irak 2019/2020 |
| 11. März 2020     | Tadschi  | Salah ad-Din | [ 119 ]  | vermutlich Kata’ib Hezbollah | schiitisch-islamistisch, anti-amerikanisch, antizionistisch, anti-westlich           | Schusswaffen, Rakete                | Militärstützpunkt, Soldaten | 3    | 21        | Golfkrise 2019/2020        |
| 27. November 2020 | Nasiriya | Dhi Qar      | [ 120 ]  | Sadrist Movement             | irakisch-nationalistisch, schiitisch-islamistisch, religiös-konservativ              | Schusswaffen, Messer, Brandstiftung | Demonstranten               | 4    | 70        | Proteste im Irak 2019/2020 |

## 2021
| Datum/Beginn    | Stadt  | Gouvernement | Anschlag                | Täter         | Politische Ausrichtung     | Mittel                 | Ziel  | Tote    | Verletzte | Hintergrund                        |
| --------------- | ------ | ------------ | ----------------------- | ------------- | -------------------------- | ---------------------- | ----- | ------- | --------- | ---------------------------------- |
| 21. Januar 2021 | Bagdad | Bagdad       | Anschlag in Bagdad 2021 | IS            | salafistisch, wahhabitisch | 2 Selbstmordattentäter | Markt | 32 (+2) | 110       | Aufstand im Irak (nach US-Rückzug) |
| 15. April 2021  | Bagdad | Bagdad       | [ 122 ]                 |               |                            | Autobombe              | Markt | 4       | 20        |                                    |
| 19. Juli 2021   | Bagdad | Bagdad       | [ 123 ]                 | vermutlich IS | salafistisch, wahhabitisch | Selbstmordattentäter   | Markt | 35 (+1) | 50        | Aufstand im Irak (nach US-Rückzug) |